# Museo Africano de Lyon
El Museo africano de Lyon (en francés: Musée africain de Lyon) es uno de los museos privados más antiguos de la ciudad de Lyon. También es el museo más antiguo dedicado a África en Francia. Su colección es especialmente rica en piezas procedentes de África occidental.

## Historia
El Museo Africano fue creado en 1861 por iniciativa de la Sociedad de Misiones Africanas y de su fundador Monseñor Marion Brésillac. Después de la desaparición de este último, es el padre Augustin Planque quien se encargó de pedir a los misioneros enviados a África Occidental traer historias de la vida cotidiana, religiosa y de culto en África.
Después de 137 años de existencia, el museo fue cerrado temporalmente al público debido a una restauración de todo el edificio. Se volvió a abrir el 28 de enero de 2001.

## Colección y ubicación
El Museo Africano se encuentra en el 150 Cours Gambetta, en Lyon. Tiene en su edificio 750 metros cuadrados dedicados a las instalaciones de la colección permanente (2.126 piezas) y como en todos los museos, una sala dedicada a exposiciones temporales. La colección permanente se divide temáticamente en tres niveles: la vida cotidiana, la vida social y la vida religiosa.

## Características
El Museo Africano tiene muchos intereses por los que visitarlo. En primer lugar permite la opción de descubrir África solo o con una visita guiada, ganar un montón de conocimientos en áreas a veces cargada clichés como el culto del vudú y muchos otros.
Este museo de vez en cuando ofrece talleres para los niños que les permite descubrir, por ejemplo, el arte africano y la artesanía como la del herrero o la de un tejedor.
Además, el museo ofrece exposiciones temporales que van desde el arte africano contemporáneo a temas relativos a la historia cultural de este continente. Así el público ha podido descubrir una exposición dedicada a tapicerías contemporáneas de William Wilson, pinturas de Simplice Ahouansou, fotografías en blanco y negro sobre gemelos y las ilustraciones originales de libros infantiles como el Taxi Brousse Papa Diop por Christian Epanya.
Del mismo modo, se organizan conferencias a cargo de especialistas en África y en historia del arte.